# 人民教育出版社
人民教育出版社（じんみんきょうくしゅっぱんしゃ、略称人教社）は中華人民共和国の教育を専門とする出版社である。ISBNコードは7-107。1950年12月1日に成立され、社名は毛沢東によって揮毫されたものである。人民教育出版社は中華人民共和国教育部の傘下にあり、中華人民共和国教育部及び国家新聞出版広電総局、二重の指導を受けている。
人民教育出版社は主に基礎教育の教材、その他の分類の教材及び教育図書の研究、編集、出版及び発行を行っている。1951年より10組の全国向け小中学校教材の編集および出版を開始した；各部門累計で3万種余りも出版し、発行総数は600億冊にも及ぶ。1953年出版の『新華字典』は発音順に配列され、そして中華人民共和国成立後に最初に発行された字典である（現在は商務印書館が出版）。
1960年4月から1965年1月まで高等教育出版社と合併し、組織は10年制及び12年制の中学以上の高等教育の教材を出版した。
1989年10月までは"文化教育出版社"の通称で呼ばれていた。現在の通称は"課程教材研究所"であり、鄧小平によって命名された。
初代社長及び編集長は文学家であり教育家、出版家の葉聖陶（Ye Shengtao）であり、現在の社長は李志軍（Li Zhijun）、編集長は徐岩（Xu Yuan）である。
1999年には人民教育出版社のHPを開設した。
人民教育出版社のHPにある「歴史知識」コーナーには「高句麗は中国東北部の少数民族政権」として、高句麗を中国史として掲載している。